# Большая сутора
Большая сутора (лат. Paradoxornis aemodius) — вид птиц из семейства суторовые, живущая в юго-восточной Азии.

## Облик и вокализация
Большая сутора, как видно из названия, является крупной суторой с длиной тела 28 см, то есть значительно превышающей размеры тела у всех других видов этого семейства. Также уникален очень большой конусообразный желтый клюв. Для неё характерен серовато-белый лоб и тёмно-коричневая уздечка. В остальном тело окрашено в однотонный коричневато-серый цвет без особых отметин или примет.
Песня этого вида —  разнообразная, громкая, чёткая и богатая серия звуковых сигналов.

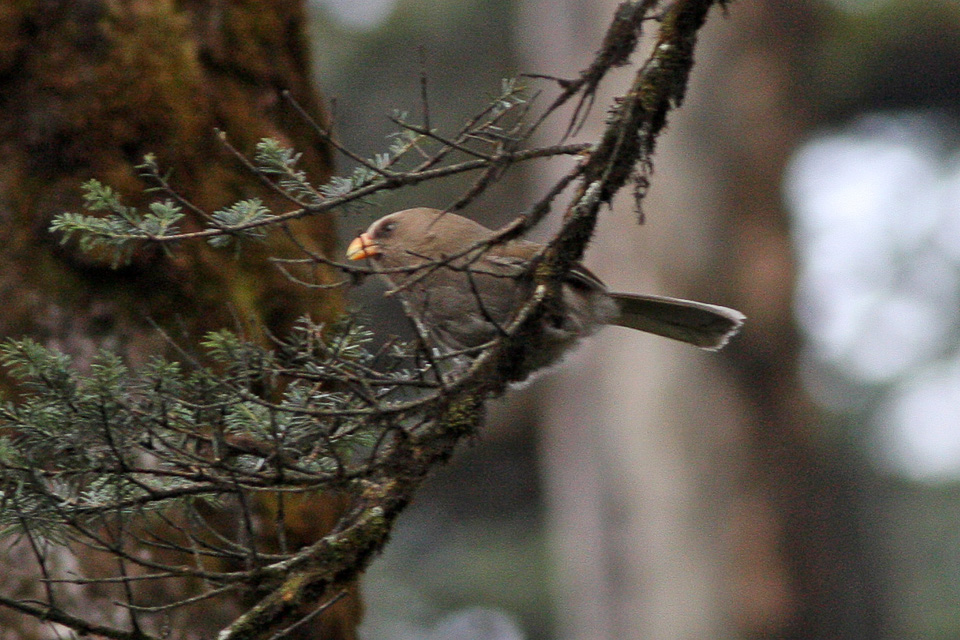
Большая сутора в Сычуане, Китай.

## Распространение
Птица встречается в бамбуковых лесах от западного Непала до юго-восточного Тибета, южного Китая и северо-восточного Мьянмы.

## Образ жизни
Большие суторы водятся в открытых вечнозеленых лиственных лесах с подлеском из бамбука и кустарников, в том числе рододендрона. Питается зелеными побегами бамбука, семенами мелкоплодных яблонь (яблони сливолистной и других подобных видов), дикой малины и насекомыми. В Индии этот вид гнездится в период с мая по июль. Большая сутора - оседлая птица, совершающая зимой небольшие местные кочевки.

## Статус и угрозы
Этот вид имеет большой ареал и большую популяцию, но считается, что его численность сокращается из-за разрушения и фрагментации среды обитания, хотя и не настолько серьезно, чтобы вид стал считаться находящимся под угрозой исчезновения. Международный союз охраны природы (IUCN) поэтому классифицирует большую сутору как вызывающий наименьшее беспокойство (LC). Общая численность мировой популяции не оценивалась, но считается, что этот вид, в целом, редко встречается, хотя местами может быть вполне обычным, особенно в Китае.